# Juan de Mena
Juan de Mena (Córdoba, 1411 – Torrelaguna, 1456) spanyol író, a reneszánsz egyik előfutára a spanyol irodalomban. Legismertebb műve a Laberinto de Fortuna (Fortuna labirintusa) című elbeszélő költemény (1444).

## Élete
II. János kasztíliai király udvar hivatalos költője és az udvarnál a „a költők fejedelme”. A Salamancai Egyetemen és Itáliában tanult. Rómából az olasz nyelv és tudomány ismeretével tért haza, ami őt II. János kasztíliai király latin titkárságához segítette, akinek később krónikása lett. 
A korai reneszánsznak azt az irányát képviseli, amely tudatosan költői stílusra törekszik. Stílusa patetikus, emelkedett, ebben mintaképe Lucanus. Udvari dalai túlzásokkal, szóképekkel vannak tele, de bizonyítják a ritmikus verselés iránti érzékét. Hosszabb költeményeit allegorikus látomásokba burkolja. Ilyen stílusban írja le a A hét halálos bűnről szóló dialógusát, valamint Santillana márki költői megkoszorúzását a Parnasszuson (Coronación). Ez a nagy mecenása temettette is el.

### Fő műve
Fő műve a Laberinto de Fortuna (Fortuna labirintusa) című, arte mayorban (12 szótagból álló sorok) írt elbeszélő költemény, mely 1444-ben készült el. Las Trescientas (A háromszáz) címen is ismert, mivel kb. 300 stanzából áll. A király óhajára később még hatvanötöt írt hozzájuk, talán azzal a céllal, hogy az év minden napjára jusson egy-egy.
Az allegórikus költemény ötletét és szerkezetét Dante Isteni színjátékából vette át, tárgya a szerencse forgandósága. 
Bellona szekerének sárkányai elviszik a költőt a Fortuna palotájába, ahol elmondja antik-kori és spanyol történeti látomásait: a szerencse forgandóságának történeti példáit, akárcsak Dante. 
A Gondviselés vezeti őt a palota látnivalóin át Fortuna három nagy kerekéhez. A múlt és a jövő kereke mozdulatlan, az utóbbit fátyol fedi; a jelen kerekét a Párkák hajtják. Minden kerék hét körből áll és a hét bolygót jelképezik, melyek az emberek sorsát döntik el. A szűzek a Holdba, a katonák a Marsba jutnak, stb. A színesen megrajzolt történeti képtárban vegyesen jelennek meg kiváló és elvetemült emberek, a múlt és a jelen nagyságai, szende női alakok és kora hosszan dicsért hatalmasságai. Stílusa egyenetlen, az olvasást nehézkessé teszi a túl sok irodalmi és történeti példa, bár ezeket néhol közbeszőtt epizódok élénkítik. Egészében a költemény jelentősen hozzájárult a kötetlen beszédtől eltérő, emelkedett költői nyelv megteremtéséhez.